# Arcos (Estremoz)
Arcos es una freguesia portuguesa del concelho de Estremoz, en el distrito de Évora, con 23,89 km² de superficie y 1152 habitantes (2011). Su densidad de población es de 48,2 hab/km².
En el patrimonio histórico-artístico de la freguesia destacan la iglesia de San Antonio (anterior al siglo XV), el palacete de la Quinta de Valadares (siglo XVIII) y la iglesia parroquial (siglo XV).